# Ophichthus ophis
Ophichthus ophis is een straalvinnige vissensoort uit de familie van de slangalen (Ophichthidae). De wetenschappelijke naam van de soort is gepubliceerd in 1758 door Linnaeus als Muraena ophis in de tiende editie van Systema naturae. 